# Néfiach
Néfiach (katalanisch Nefiac) ist eine französische Gemeinde mit 1371 Einwohnern (Stand 1. Januar 2022) im Département Pyrénées-Orientales in der Region Okzitanien. Sie gehört zum Arrondissement Prades und zum Kanton La Vallée de la Têt.

## Nachbargemeinden
Nachbargemeinden von Néfiach sind Bélesta im Norden, Millas im Osten und Ille-sur-Têt im Südwesten.

## Bevölkerungsentwicklung
| Jahr      | 1962 | 1968 | 1975 | 1982 | 1990 | 1999 | 2013 |
| Einwohner | 853  | 830  | 746  | 713  | 835  | 789  | 1227 |